# Albert Facon
Pour les articles homonymes, voir Facon.
Albert Facon, homme politique français, né le 11 novembre 1943 à Vichy (Allier).

## Biographie
Il commence sa carrière politique en entrant au conseil municipal de Courrières en 1971. Il en est le maire de 1981 à 2003. 
Il est également élu sur le canton de Courrières de 1981 à 2001, date à laquelle Jean-Pierre Corbisez lui succède.
Il est également élu conseiller régional sur la liste de Noël Josèphe de 1986 à 1988, date à laquelle il est élu député sur la 14e circonscription du Pas-de-Calais.
Il se représente aux élections législatives de 1993, mais est battu par Jean Urbaniak. Il reprend la circonscription en 1997.
Il est réélu député le 17 juin 2007, après avoir été opposé, au second tour, à Marine Le Pen, pour la XIIIe législature (2007-2012), dans la circonscription du Pas-de-Calais (14e). Il fait partie du groupe socialiste.
Il est également président de la communauté d'agglomération Hénin-Carvin de 2001 à 2008, date à laquelle Jean-Pierre Corbisez lui succède.
En décembre 2011, le choix du candidat socialiste pour la circonscription est décidé par un vote interne aux militants du PS. Non choisi initialement, Albert Facon dépose un recours contre cette élection. La circonscription est ensuite gelée par la convention d'investiture nationale du PS,.

## Mandats
- 21/03/1971 - 13/03/1977 : Membre du conseil municipal de Courrières (Pas-de-Calais)
- 14/03/1977 - 13/03/1983 : Membre du conseil municipal de Courrières (Pas-de-Calais)
- 21/06/1981 - 13/03/1983 : Maire de Courrières (Pas-de-Calais)
- 22/03/1982 - 02/10/1988 : Membre du Conseil général du Pas-de-Calais
- 14/03/1983 - 19/03/1989 : Maire de Courrières (Pas-de-Calais)
- 16/03/1986 - 27/06/1988 : Membre du Conseil régional du Nord-Pas-de-Calais
- 13/06/1988 - 01/04/1993 : Député
- 03/10/1988 - 27/03/1994 : Membre du Conseil général du Pas-de-Calais
- 20/03/1989 - 18/06/1995 : Maire de Courrières (Pas-de-Calais)
- 28/03/1994 - 18/03/2001 : Membre du Conseil général du Pas-de-Calais
- 19/06/1995 - 18/03/2001 : Maire de Courrières (Pas-de-Calais)
- 01/06/1997 - 19/06/2007 : Député
- 19/03/ 2001 - 31/03/ 2003: Maire de Courrières (Pas-de-Calais)
- 01/04/2003 -  16/03/2008  : Adjoint au Maire : Courrières, Pas-de-Calais
- 17/06/2007 - 2012 : Député
- 06/04/2001 - 16/03/2008  :  Président de la communauté d'agglomération d'Hénin-Carvin
- 2008 - 2013[3] : Membre du conseil municipal de Courrières (Pas-de-Calais)